# Khar
Khar (nep. खार) – gaun wikas samiti w zachodniej części Nepalu w strefie Mahakali w dystrykcie Darchula. Według nepalskiego spisu powszechnego z 2001 roku liczył on 623 gospodarstw domowych i 3666 mieszkańców (1785 kobiet i 1881 mężczyzn).